# 歩道

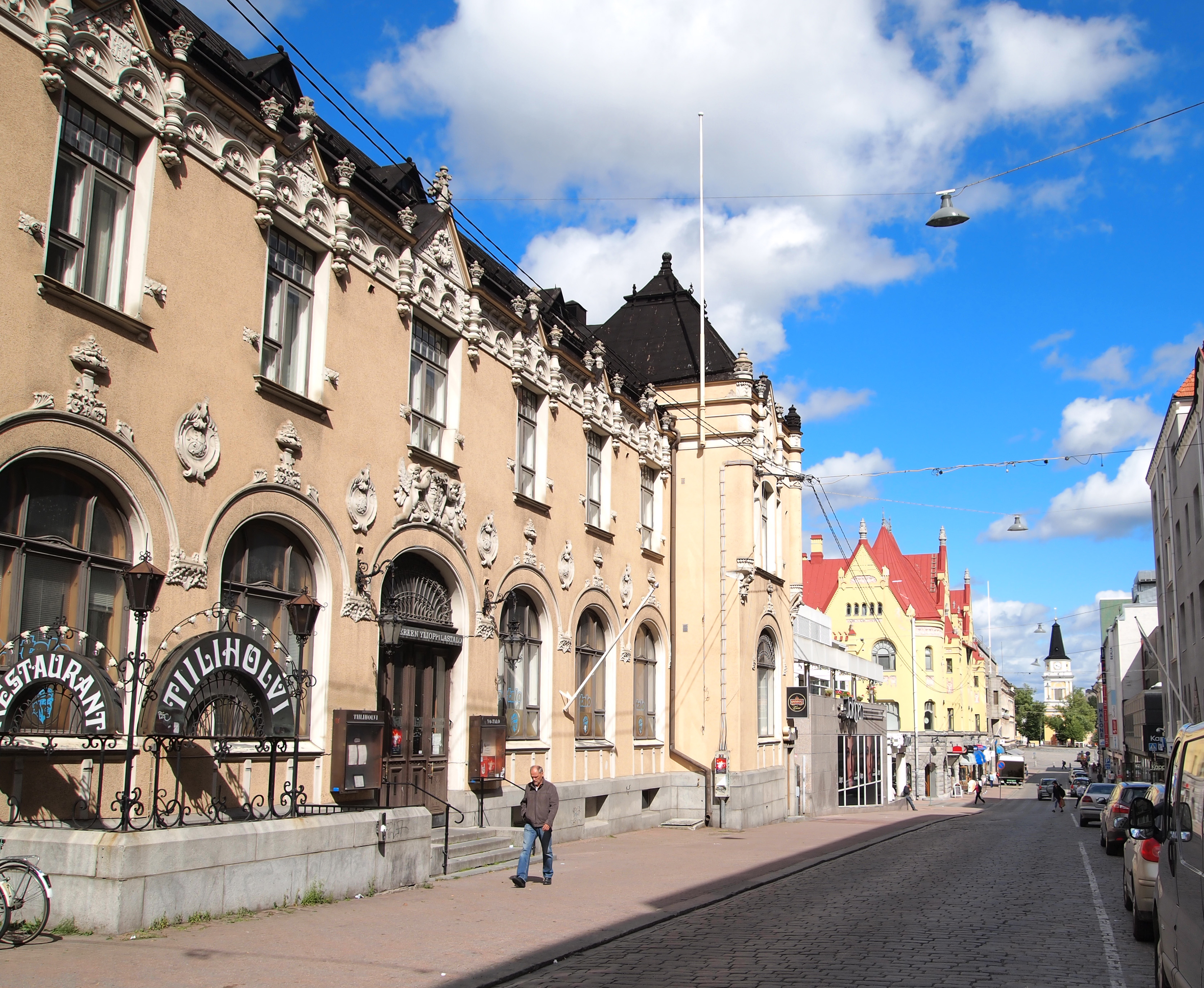
フィンランド、タンペレのカウパカトゥの歩道。

歩道（ほどう、英語: sidewalk）とは、歩行者が通行するための道路。
道路交通等では車道等に併設され、歩行者の通行のために構造的に区画された道路の部分をいう。
一般的に道路の端に設置され、車道より一段高くなっている。
広い意味では人が歩く道路全般を指し、遊歩道（プロムナード）や緑道・自然歩道（長距離自然歩道）なども含まれる。

## 道路交通における歩道

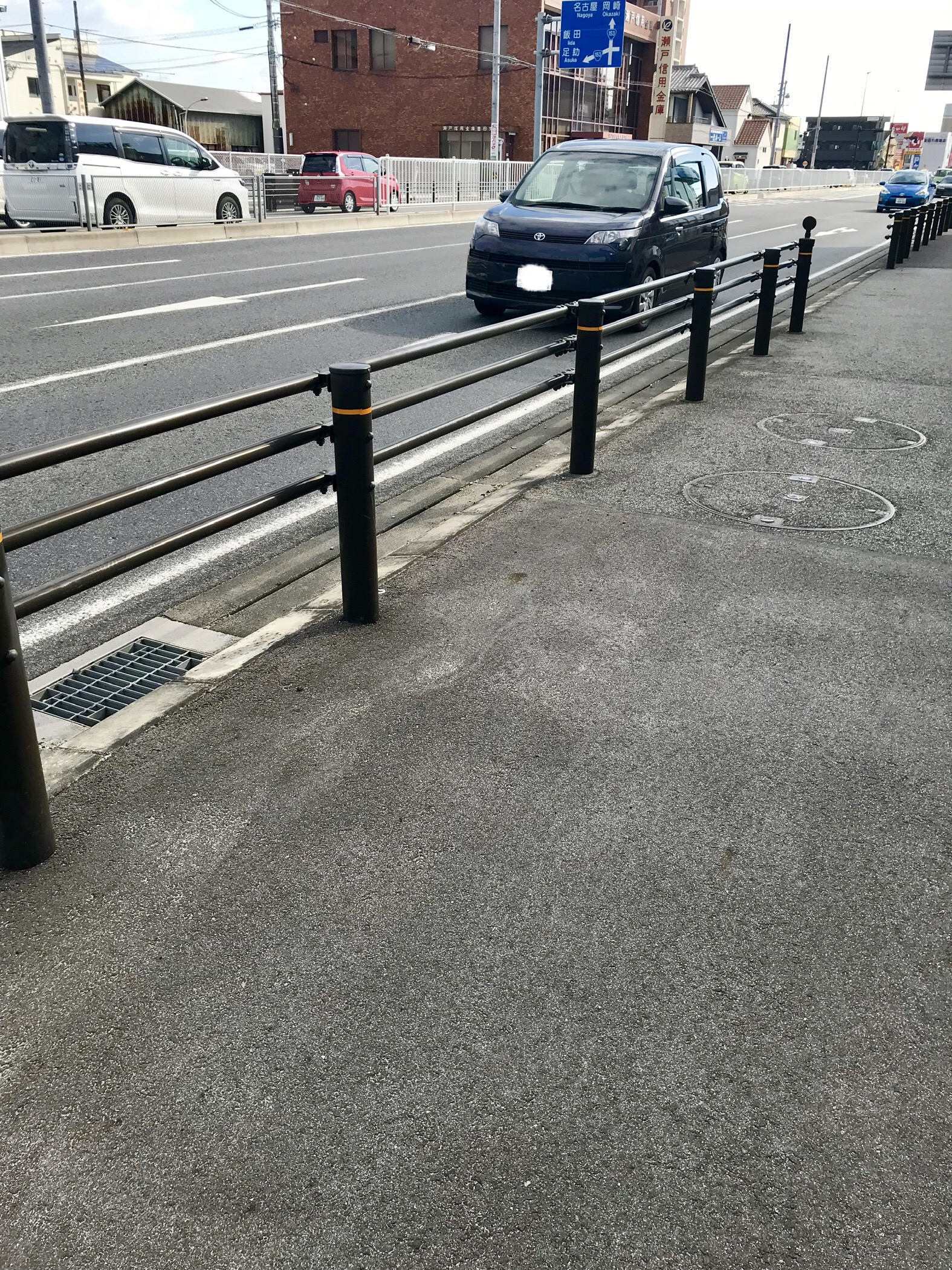
ガードレール右側が歩道(左側は車道)

### 歴史

#### 欧米
歩道は、古代ローマの時代に既に存在し、馬車と歩行者の分離交通を図るために出現した。馬車の利用が盛んだったヨーロッパには歩車分離の道は古くから存在する。また、古代ローマ・ポンペイの遺跡に段差式歩道の整備例が見られる。このポンペイの段差式歩道の設置の目的はヴェスヴィオ火山から流れ込む雨水の濁流に通行人が飲み込まれない様にするためであったという。歩道の整備が盛んになるのは17世紀以降である。1666年、ロンドンに初めて歩道が設置され、1762年にはウェストミンスター舗装法で管内のすべての道路に歩道を設置することや、歩道の横断勾配などの仕様が定められている。この時代において歩道設置の先進国はイギリスであった。
1782年にはパリにも道の端の部分を一段高くした歩道が出現した。しかし、パリの歩道の設置理由は別のものであった。1184年にフィリップ・オーギュストが、城下の者が糞尿の混じった汚水を道路に捨てることから、その臭いに閉口し侍医のリゴールの意見を入れて石畳の道路を建設した。しかし、石造りの道路がその解決にならずむしろ臭気をひどくしたことから、12世紀の終わりに道路の汚水をセーヌ川に流す下水溝を構築した。しかし、下水溝にも汚水が溜まり夏の日などは臭気がさらに増した。その2世紀後に地下下水道が構築されはじめ、1832年には44キロメートルに延長されたが、家庭のトイレや台所にはつながっておらず、相変わらず人々は汚物を道路に捨てていた。このため、汚物から歩行者を守るために、ロンドンと同様に段差にして一段高い道が歩道としてはじめて道路脇に設置された。

#### 日本

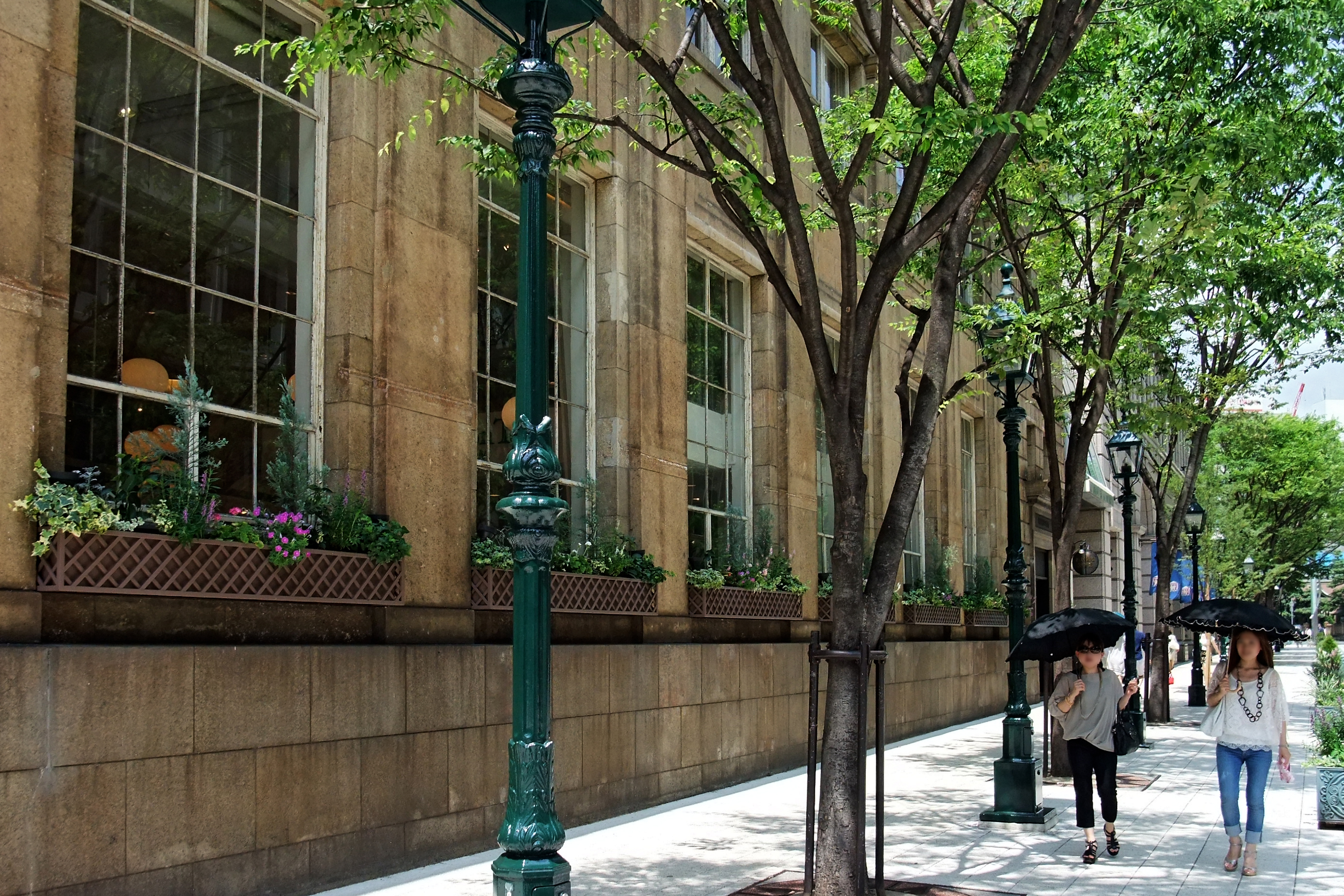
日本の歩道 （神戸旧居留地）

日本では、幕末まで車輪のついた乗り物が例外的な存在であり、道が基本的に歩行者のものであったことから、「歩道」という用語自体が近代までなかったものと見られている。また、日本の道路において、歩行者のみが通行できる「歩道」の文化や概念がなかった。日本の道路に歩道が出現したのは、馬車が導入された幕末から明治初期にかけてのことで、開港場につくられた外国人居留地で、最初に歩道が誕生したとの説がある。横浜市ある日本最初の様式公園で、日本のテニス発祥の地としても知られる山手公園は、その周辺遊歩道も日本で最初につくられた遊歩道といわれる。この遊歩道がつくられた経緯は、1862年（文久2年）8月21日に発生した生麦事件で、横浜に居留していたイギリス人のリチャードソンら4人がピクニックで多摩川へ向かった際に、薩摩藩・島津久光の行列の前を乗馬のまま横切り、薩摩藩士一行に切りつけられて殺された事件がきっかけである。各国の領事たちは江戸幕府に対し、安心してピクニックや馬の遠乗りを楽むための遊歩道と公園の設置を何度も求めた結果、幕府は遊歩道と公園の設置を許可し、公園に先立ち石畳の遊歩道が完成した。
また、銀座煉瓦街などは早期の代表例といえる。このほかに、鎖国時代に唯一外国と交流があった長崎は、日本の歩道発祥の地だという説もある。
歩道としての人道が整備されたという古い記録では、1805年（文化2年）に、東海道の京都にある日岡峠 - 大津間で、人が歩く道と車道を区別した道路が建設されたという記録がある。また、1872年（明治5年）に、東京の道路において、馬車道と人道を区別して、その境界に樹木を植えるように御触れが出されていた。
歩道の必要性が認識され始め、本格的に整備されるようになったのは、1903年（明治36年）に自動車が初めて日本に輸入されて以降のことである。1919年（大正8年）の街路構造令には一定の条件下での歩車道分離が盛り込まれた。1960年代からの急激なモータリゼーションにより交通事故が多発した。交通事故死者中、歩行者の割合が高く、歩車道の分離が不十分であるとの認識から、交通安全施設として歩道の設置が進められた。1972年（昭和47年）に5,590キロメートルだった歩道の設置延長は、1975年（昭和50年）春には39,000キロメートルと7倍近くの伸びを見せた。
歩道の通行は、通常は歩行者のみが許される（法令の特例のない限り）。なお自転車を押して歩く場合は歩行者として扱われる（側車付きの自転車、牽引している場合は除く）。

### 日本の法令上の歩道

#### 定義
道路構造令
専ら歩行者の通行の用に供するために、縁石線又はさくその他これに類する工作物により区画して設けられる道路の部分をいう。（第2条第1項第1号）
道路交通法
歩行者の通行の用に供するため縁石線又はさくその他これに類する工作物によつて区画された道路の部分をいう。（第2条第1項第2号）
道路構造令には歩道のほかに「自転車歩行者道」という「自転車及び歩行者の通行」のための道路の部分が別に定義されている。これに対し、道路交通法には自転車歩行者道やそれに当たる用語はなく、道路構造令の「自転車歩行者道」として造られたものも道路交通法の上では「歩道」として扱われる。一般的に自転車歩行者道は、道路交通法第63条の4第1項の道路標識により、いわゆる“自転車通行可の歩道”とされる。

#### 構造
道路構造令第11条第3項に、歩道の幅員は2メートル以上、歩行者の多い道路では3.5メートル以上と定められている。なお自転車歩行者道は3メートル以上、歩行者の多い道路では4メートル以上である。
沿道の敷地の乗り入れのために車道と段差のある歩道の車道側を車道の高さに下げることを歩道の切り下げといい、道路法24条の規定により道路管理者の承認を得て自費工事することができる。
車道と歩道を分ける縁石の高さは15センチメートルを基本とする。
かつては、歩道面の高さを縁石と同じ高さにするマウントアップ構造と言われる構造が基本であったが、この構造では歩道の切り下げによって起伏ができるいわゆる「波打ち歩道」と言われる状態になり、車いすの通行などに支障が出ていた。そこで、交通バリアフリー法の制定を受け「歩道の一般的基準等について」の通達が改正され、歩道面と車道面の差を5センチメートルにするセミフラット構造を基本とし、視覚障害者が歩道を認識できるようにしつつ、縁石の切り下げは行うが歩道面の切り下げを要しないようにした。

#### 歩行者利便増進道路制度
歩行者利便増進道路制度は、賑わいある歩行者中心の道路空間を構築するため、歩行者が安心・快適に通行・滞留できる空間が整備され、占用を柔軟に認められる道路を指定する制度である。通称ほこみち制度と言われる。これにより、大通りを再構築して、車道を減らし、歩道を拡幅し、そこにサイクルポートやベンチ、テーブルといった歩行者利便増進施設を置き、占用者を公募してオープンカフェなどを作ることが円滑にできるようになる。道路法等の一部を改正する法律(令和2年法律第31号)により創設された。

#### 歩道と類似したもの
路側帯
車道と区画線・道路標示（白線）によって区画された道路の部分。歩行者の通行の用に供し、又は車道の効用を保つため、歩道の設けられていない道路又は道路の歩道の設けられていない側の路端寄りに設けられる。
歩行者専用道路
専ら歩行者の一般交通の用に供する道路、あるいは歩行者の通行の安全と円滑を図るため車両の通行を禁止した道路を言う。歩道が道路の部分であるのに対し、歩行者専用道路は（原則として）道路全体が対象となる。
自転車歩行者専用道路
専ら歩行者および自転車の一般交通の用に供する道路、あるいは普通自転車以外の車両の通行を禁止した道路を言う。自転車歩行者道が一般的には道路の部分であるのに対し、自転車歩行者専用道路は（原則として）道路全体が対象となる。

## 自然公園における歩道

### 登山道
登山道は一般に自然環境地において登山やトレッキングを目的とする人が利用するために整備された道をいう。

### 探勝歩道
探勝歩道は、山地、高原、河川、湖沼、湿地、海岸、滝等の景勝地や自然資源を探勝するために整備された道をいう。